# Historia LGBT en China
La historia de las personas lesbianas, gais y bisexuales en China abarca miles de años. A diferencia de las historias de las políticas europeas y de influencia europea, donde el cristianismo formó la base de leyes fuertemente anti-LGBT hasta tiempos recientes, los estados no heterosexuales fueron históricamente tratados con mucho menos animosidad en los estados chinos. Durante un período de la historia moderna de la República de China y la República Popular China en el siglo XX, las personas LGBT enfrentaron regulaciones legales más estrictas respecto a sus orientaciones, con restricciones que se fueron relajando gradualmente a principios del siglo XXI. Sin embargo, el activismo por los derechos LGBT en ambos territorios ha sido lento en su desarrollo debido a las percepción social y la inacción gubernamental.

## China antigua
La homosexualidad ha sido documentada en China desde tiempos antiguos, era percibida de manera diferente según las clases sociales y los sexos, lo que significaba que en ocasiones era aceptable, pero en otras no.
Los Intrigas de los Estados Combatientes, una colección de consejos políticos y relatos anteriores a la Dinastía Han, menciona al Duque Xian de Jin (reinó 676–651 a. C.) colocando a un joven atractivo en la corte de un rival para influir en el otro gobernante y darle malos consejos. El historiador Han Fei registró un ejemplo más exaltado en la relación entre Mizi Xia (彌子瑕) y el Duque Ling de Wei (衛靈公). El acto de Mizi Xia de compartir un melocotón particularmente delicioso con su amante fue referenciado por escritores posteriores como Yútáo, o "el melocotón mordido". Otro ejemplo de homosexualidad en el más alto nivel de la sociedad durante el periodo de los reinos combatientes es la historia del Señor Long Yang y el Rey de Wei.

## China imperial
El erudito Pan Guangdan (潘光旦) concluyó que muchos emperadores de la dinastía Han tuvieron uno o más compañeros sexuales masculinos. Muchos fueron registrados en biografías detalladas en las Memorias del Historiador por Sima Qian y los Registros de Han por Ban Gu. Sima Qian señala que, a diferencia de las esposas y concubinas femeninas, los compañeros masculinos de los emperadores eran a menudo admirados tanto por sus habilidades administrativas como por sus capacidades sexuales:
 —  Aquellos que sirvieron al gobernante y lograron deleitar sus oídos y ojos, aquellos que captaron el interés de su señor y ganaron su favor e intimidad, lo hicieron no solo a través del poder del deseo y el amor; cada uno tenía ciertas habilidades en las que destacaba. Así, elaboré las Biografías de los Favoritos Masculinos de los Emperadores. el proverbio dice: "Ninguna cantidad de trabajo en los campos puede compararse con un período de buen clima; ningún servicio fiel puede compararse con ser apreciado por tus superiores". Esto no es un dicho vacío. Sin embargo, no solo las mujeres pueden usar su apariencia para atraer la mirada del gobernante; los cortesanos y eunucos también pueden participar en ese juego. Muchos fueron los hombres de tiempos antiguos que ganaron favor de esta manera.
El último de estos emperadores coincidió cronológicamente con "todos menos uno" de los primeros catorce emperadores romanos considerados bisexuales o exclusivamente homosexuales por el historiador Edward Gibbon. El Emperador Cheng de Han, también llamado Liu Ao, fue una persona bisexual. Según el Libro de Han, tuvo un amante masculino llamado Zhang Fang. Estaban profundamente enamorados, pero fueron obligados a separarse por la madre de Liu Ao, la Gran Emperatriz Viuda Wang. Además de este amante, también tuvo varias emperatrices y concubinas imperiales famosas, como Zhao Feiyan, Zhao Hede, la Emperatriz Xu y Ban Jieyu.
El emperador Han más profundamente dedicado a su compañero masculino fue el Emperador Ai, quien "por naturaleza... no se interesaba por las mujeres", y quien intentó pasar el trono a su amante, Dongxian (董賢). La historia del Emperador Ai que más impactó a los escritores posteriores, sin embargo, fue cuando el Emperador cortó cuidadosamente su manga para no despertar a Dongxian, quien se había quedado dormido sobre ella. La manga cortada fue imitada por muchas personas en la corte y se conoció como Duànxiù, o "romper la manga". Esta frase se vinculó con la historia anterior del melocotón mordido de Mizi Xia para crear la expresión formulaica yútáo duànxiù (余桃断袖) para referirse a la homosexualidad en general.
A lo largo de la historia escrita china, el papel de las mujeres recibe poca atención positiva, siendo las relaciones entre mujeres especialmente raras. Una mención de Ying Shao, quien vivió aproximadamente entre 140 y 206, relata que las mujeres del palacio se unían como esposo y esposa, una relación llamada dui shi. Él señaló: "Son intensamente celosas entre sí."
Salvo en casos inusuales, como el del Emperador Ai, los hombres nombrados por sus relaciones homosexuales en las historias oficiales parecen haber tenido vidas heterosexuales activas también. De hecho, es imposible conocer la sexualidad completa de cualquier figura histórica de gran parte de la historia china, a menos que se indique que son bisexuales, ya que solo se documentaban los asuntos considerados fuera de lo común. Ni la heterosexualidad ni la homosexualidad se consideraban fuera de lo común durante gran parte de esa historia, por lo que el hecho de que solo se documentara una de las dos no descarta la otra.
Los casos de Huo Guang, quien sirvió como regente de la Han Occidental, y el General Liang Ji, quien dominó el gobierno de la China Han en la década de 150, son típicos de bisexuales cuya homosexualidad no habría sido mencionada si no se hubiera considerado inusual de alguna manera. Huo Guang estaba enamorado de su maestro esclavo, Feng Zidu, un hecho que "provocó risas en las tabernas de extranjeros", pero que no tuvo mucho efecto en sus compatriotas. Lo que sí les sorprendió fue cuando la viuda de Huo Guang se relacionó con el maestro esclavo tras la muerte de su esposo. Que dos individuos de menor estatus, una mujer y un sirviente, deshonraran la memoria de su amo de esta manera se consideraba impactante, por lo que la relación fue registrada.
De manera similar, el General Liang Ji tenía tanto una esposa, Sun Shou, como un esclavo masculino, Qin Gong, quien fue reconocido públicamente con un estatus similar al de una concubina. En este caso específico, la relación llegó a las historias solo porque Liang Ji mostró una devoción excepcional por su esposa, compartiendo al esclavo Qin Gong con ella en un ménage à trois. No fue la bisexualidad de Liang Ji lo que se consideró resaltante, sino el hecho de que permitió que dos de sus amantes de menor rango disfrutaran el uno del otro en lugar de exigir que cada uno se concentrara únicamente en él.
Dos eruditos notables, Ruan Ji y Xi Kang, fueron únicos como socios igualitarios a largo plazo en el siglo III. Eran miembros del grupo antisistema de los siete sabios del bosque de bambú, y su relación reflejaba la valoración del grupo por una vida mística, rústica y simple sobre la corrupción, la jerarquía y la intriga en la corte. Según Lady Han, la esposa de otro sabio del bosque de bambú, Shan Tao, quien espió a los dos en su dormitorio, también eran sexualmente talentosos.
Escritos de la dinastía Liu Song afirmaban que la homosexualidad era tan común como la heterosexualidad a finales del siglo III:
| Todos los caballeros y oficiales la estimaban. Todos los hombres en el reino seguían esta moda hasta el punto de que los esposos y las esposas se alejaban. Las mujeres solteras resentidas se ponían celosas. |

Una de las primeras menciones de los actores-prostitutos que serían comunes más tarde en la historia china también proviene de la dinastía Jin.
Según el Libro de Jin, el Emperador Fu Jian, también el Shi Zu de Antiguo Qin, solía llevar a una hermosa princesa y a un príncipe juntos a su palacio, y los amaba a ambos. Años después, este príncipe Murong Chong organizó un ejército, derrotó al Emperador Fu Jian y estableció un nuevo imperio.
Poemas escritos por y para el futuro Emperador Jianwen de Liang también destacan el papel lujoso pero finalmente degradante del prostituto en ese tiempo.
El poeta aristocrático Yu Xin fue representativo de un sistema más sutil de mecenazgo que existía sin el estigma de la prostitución, mediante el cual un hombre más pobre o joven podía proporcionar servicios sexuales a un hombre más establecido a cambio de avance político. Yu Xin abrió su casa y proporcionó una referencia permanente para el joven Wang Shao, quien le pagó sirviendo como una especie de mayordomo que también tenía relaciones sexuales con él. Wang Shao llegó a convertirse en censor oficial.
Con el ascenso de la dinastía Tang, China se vio cada vez más influenciada por las costumbres sexuales de extranjeros de Asia occidental y central y las compañeras femeninas comenzaron a acumular el poder político previamente acumulado por los compañeros masculinos en la corte imperial. Al mismo tiempo, el poder real de la corte imperial estaba en declive en relación con el gobierno intermedio de los funcionarios letrados. El primer término negativo para la homosexualidad en chino, 'jijian', que connota sexualidad ilícita, aparece en este momento.
La siguiente dinastía Song fue la última dinastía en incluir un capítulo sobre compañeros masculinos de los emperadores en documentos oficiales. Además de la influencia de Asia Central, la Dinastía Song vio la primera adopción generalizada del budismo indio, que despreciaba la sexualidad en general. La creciente urbanización causó la monetización de todo tipo de sexualidad, y la primera ley contra los prostitutos masculinos, nunca efectivamente aplicada, entró en vigor.
Después de la Dinastía Song, el comportamiento homosexual fue más documentado entre las clases de la nobleza y los comerciantes, ya que estas eran las personas que hacían la mayor parte de la escritura. Prácticamente todos los oficiales de esta clase mantenían una esposa o esposas para producir herederos, y usaban su ventaja económica para entablar relaciones, heterosexuales y homosexuales, que les daban un poder desigual. Así, la documentación se centra en cortesanos masculinos o "cantantes" en entornos lujosos pero decadentes que debían asumir un rol femenino para complacer a patrones ricos que mantenían su rol como el compañero masculino en el acuerdo.
Según Bret Hinsch en el libro Passions of the cut sleeve: the male homosexual tradition in China [Pasiones de la manga cortada: la tradición homosexual masculina en China], el Emperador Zhengde de la dinastía Ming tuvo una relación homosexual con un líder musulmán de Hami, llamado Sayyid Husain, quien sirvió como supervisor en Hami durante las guerras fronterizas de Ming-Turpan. Además de tener relaciones con hombres, el Emperador Zhengde también tuvo muchas relaciones con mujeres. Buscó a las hijas de muchos de sus oficiales. El otro musulmán en su corte, un centroasiático llamado Yu Yung, envió bailarinas uigures a los aposentos del emperador para propósitos sexuales. El emperador también parecía estar interesado en mujeres exóticas de áreas fronterizas como mongolas y uigures.
Aun así, los homosexuales chinos no experimentaron una persecución comparable a la que enfrentaron los homosexuales en la Europa cristiana durante la Edad Media, y en algunas áreas, el amor entre personas del mismo sexo era particularmente admirado. Había un estereotipo en la última dinastía Ming de que la provincia de Fujian era el único lugar donde la homosexualidad era prominente, pero Xie Zhaozhe (1567–1624) escribió que "desde Jiangnan y Zhejiang hasta Pekín y Shanxi, no hay nadie que no conozca esta afición." Los misioneros jesuitas europeos como Matteo Ricci tomaron nota de lo que consideraban "perversiones antinaturales", angustiados por su naturaleza a menudo abierta y pública. El historiador Timothy Brook escribe que la aversión a las normas sexuales iba en ambas direcciones, ya que "los jesuitas celibatos eran un rico alimento para la especulación sexual entre los chinos."
Aunque la provincia de Fujian no estaba sola en la homosexualidad abierta en el siglo XVII, fue el lugar de un sistema único de matrimonios masculinos, atestiguado por el burócrata erudito Shen Defu y el escritor Li Yu, y mitificado en el cuento popular, El espíritu del conejo. El hombre mayor en la unión desempeñaba el papel masculino como qixiong o "hermano mayor adoptivo", pagando un "precio de novia" a la familia del hombre más joven —se decía que los vírgenes alcanzaban precios más altos— quien se convertía en el qidi, o "hermano menor adoptivo". Li Yu describió la ceremonia: "No omiten las tres tazas de té ni los seis rituales matrimoniales; es como un matrimonio adecuado con una boda formal". El qidi luego se mudaba al hogar del qixiong, donde dependería completamente de él, sería tratado como un yerno por los padres del qixiong, y posiblemente incluso ayudaría a criar hijos adoptados por el qixiong. Estos matrimonios podían durar hasta 20 años, ya que se esperaba que los hombres se casaran con mujeres para procrear.
Un ejemplo más individual de una relación similar a un matrimonio entre hombres fue la formada por el burócrata erudito Bi Yuan 畢沅 (1730–1797) y el actor de Suzhou, Li Guiguan. Los dos hombres intercambiaron votos de fidelidad, y Li Guiguan se retiró del escenario para ser tratado por conocidos como la esposa de Bi. A diferencia de los matrimonios de Fujian, esta fue una relación única en su localidad, tanto que aún se recordaba 200 años después, cuando inspiró la novela Espejo precioso de la clasificación de flores por Chen Sen.
Otro ejemplo del alto estatus de la homosexualidad en la provincia de Fujian, claramente no compartido por el gobierno chino centralizado para este momento, fue registrado por el oficial Qing Zhu Gui (1731–1807), un intendente del circuito de impuestos de granos de Fujian en 1765. Con la intención de estandarizar la moralidad de las personas bajo su jurisdicción, promulgó una "Prohibición de cultos lascivos". Un culto que encontró particularmente problemático fue el culto de Hu Tianbao. Como él reporta,
La imagen es de dos hombres abrazándose; el rostro de uno es algo canoso por la edad, el otro tierno y pálido. [Su templo] comúnmente se llama el templo del pequeño oficial. Todos aquellos rufianes depravados y desvergonzados que al ver a jóvenes o hombres jóvenes desean tener relaciones ilícitas con ellos oran por asistencia al ídolo de yeso. Luego hacen planes para atraer y obtener los objetos de su deseo. Esto se conoce como la asistencia secreta de Hu Tianbao. Después, untan la boca del ídolo con intestino de cerdo y azúcar en agradecimiento.
La China de la Dinastía Ming prohibió la sodomía homosexual (sexo anal) en el Código Ming desde el reinado del emperador Jiajing y continuó en la Dinastía Qing hasta 1907, cuando la influencia occidental llevó a la derogación de la ley. Los chinos se burlaban e insultaban a Puyi y a los japoneses como homosexuales y lo presentaban como prueba de su perversión y de ser incivilizados. La única vez que la sodomía homosexual (sexo anal) fue prohibida en Japón fue por un corto tiempo de 8 años entre 1872-1880 debido a la influencia occidental.
La dinastía Qing instituyó la primera ley contra la homosexualidad consensuada y no monetizada en China. Se ha interpretado que esto pudo haber sido parte de un intento de limitar toda expresión personal fuera de las relaciones monitoreadas por el gobierno, en respuesta al caos social al final de la dinastía Ming. El castigo, que incluía un mes en prisión y 100 golpes fuertes, era en realidad el castigo más leve que existía en el sistema legal Qing.
La tradición homosexual en China fue mayormente censurada como anticuada por el movimiento de autofortalecimiento, cuando la homofobia fue importada a China junto con la ciencia y la filosofía occidental.

## República Popular China
Aunque muchos disidentes fueron encarcelados, no está claro si las personas LGBT fueron específicamente objetivo de opresión debido a su identidad sexual. Según se informa, Mao Zedong creía en la castración sexual de "desviados sexuales" pero se sabe poco sobre la política oficial del gobierno chino comunista con respecto a la homosexualidad antes de la década de 1980.
Incluso a principios de la década de 1980, algunos hombres chinos que buscaban asilo en otros países reportaron que habían enfrentado discriminación y acoso sistemático por parte del gobierno debido a su orientación sexual, así como un maltrato similar por parte de miembros de la familia. Asimismo, el gobierno chino trataba la homosexualidad como una enfermedad y sometía a hombres gais a terapia de electrochoque y otros intentos para cambiar su orientación sexual.

### China moderna
A pesar de los reportes de acoso y discriminación, una tendencia de liberalización estaba tomando lugar gradualmente desde la década de 1980 hasta principios de la década de 2000. Este proceso está intrincadamente ligado a las reformas económicas de Deng Xiaoping en la década de 1970, como la política de puertas abiertas en 1978, y la calidad autoproclamada de "Apertura" (kaifang) abrazada durante este período de reforma.
En la década de 1980, se permitió una mayor discusión pública e investigación sobre la homosexualidad. Uno de los primeros activistas y escritores de Hong Kong por los derechos gais en estudiar la historia de la homosexualidad en China fue Xiaomingxiong (también conocido como Samshasha), autor del exhaustivo The History of Homosexuality in China [La historia de la homosexualidad en China] (1984). A mediados de la década de 1980, los investigadores chinos en el continente comenzaron a investigar las relaciones entre personas del mismo sexo en China. Algunos de los trabajos más notables fueron realizados por el sexólogo Ruan Fangfu, quien en 1991 publicó en inglés Sex in China: Studies in Sexology in Chinese Culture.
La primera comunidad gay y lésbica registrada comenzó a desarrollarse a principios de la década de 1990 en Pekín, sin embargo, la homosexualidad era un tema relativamente sensible hasta principios de la década de 2000. La introducción de internet en 1998 permitió un medio conveniente para que los activistas LGBT se conectaran y comunicaran. Las salas de chat en línea fueron un gran recurso para las organizaciones LGBT de base.
En 1997, el código penal chino fue revisado para eliminar el vago delito de "vandalismo", que había sido usado como una prohibición de facto sobre la conducta homosexual privada, adulta, no comercial y consensuada.
El 20 de abril de 2001, la Clasificación China de Trastornos Mentales eliminó formalmente la homosexualidad de su lista de enfermedades mentales.
Una encuesta en internet en 2000 mostró que los chinos están volviéndose más tolerantes hacia la homosexualidad: entre los 10,792 encuestados, el 48.15% estaba a favor, el 30.9% desaprobaba, el 14.46% estaba inseguro y el 7.26% era indiferente. El acoso homofóbico es raro en la China moderna. Las autoridades no promueven activamente los temas gais en China. Aunque no hay leyes contra la homosexualidad o los actos entre personas del mismo sexo entre adultos que consienten, tampoco hay leyes que requieran que las personas acepten a quienes participan en actos gais. Se cree que la política china hacia el tema gay sigue siendo los "tres no": no aprobar, no desaprobar y no promocionar (不支持, 不反对, 不提倡 bù zhīchí, bù fǎnduì, bù tíchàng).
En 2001, el Festival de Cine Queer de Pekín fue fundado por el director de cine LGBT Cui Zi'en, con la intención de ser liderado por la comunidad, aunque en años posteriores enfrentó cancelaciones regulares por las autoridades de Pekín, censura mediática y redadas policiales, como se reportó en un documental de 2011 por el cineasta chino Yang Yang, titulado Nuestra historia: Los 10 años de 'guerra de guerrillas' del Festival de Cine Queer de Pekín (我們的故事：北京酷兒影展十年游擊戰).
Una encuesta de 2008 por la sexóloga Li Yinhe muestra una imagen mixta de las actitudes públicas hacia los gais y lesbianas en China. El 91% de los encuestados dijo que estaba de acuerdo con que los homosexuales tengan derechos laborales iguales, mientras que más del 80% de los encuestados acordó que los heterosexuales y homosexuales eran "individuos iguales". Por otro lado, una ligera mayoría desaprobó la proposición de que una persona abiertamente gay debería ser maestra de escuela, y el 40% de los encuestados dijo que la homosexualidad era "completamente incorrecta".
El número de chinos que se identifican como homosexuales permanece incierto. El Ministerio de Salud estimó que había de cinco a 10 millones de homosexuales en la China continental (0.4–0.8% de la población), con edades entre 15 y 65 en 2006. La socióloga Li Yinhe estima que es entre 36 y 48 millones. Una declaración basada en documentos del gobierno chino y estudios académicos afirma que la cifra es de 15 millones. Una estadística oficial, citada en un informe de noticias en China Daily, situó la cifra para la China continental en "aproximadamente 30 millones" (2.3% de la población), aunque admitió que muchos chinos no declararían abiertamente su orientación sexual.
Los medios de comunicación principales a veces cubren eventos gais notables en el extranjero, como las marchas del orgullo. Algunos críticos acusan que el propósito de los medios es principalmente difamar la homosexualidad. Al carecer de un sistema de clasificación de películas, el gobierno chino prohíbe que las películas gais se muestren en televisión o en cines porque son "inapropiadas". Películas occidentales nuevas, como Brokeback Mountain en 2006, fueron denegadas para su lanzamiento en el continente, a pesar de que había un interés público general, ya que la película fue dirigida por Ang Lee.
Aunque más prominentes en ciudades chinas de primer nivel como Pekín, Shanghái, Cantón, y Shenzhen, los clubes, bares, casas de té, saunas y centros de apoyo gais también están volviéndose más comunes en ciudades de segundo nivel como Xi'an, Dalian, y Kunming. Ocasionalmente, estos lugares son objeto de acoso policial. Similar al desarrollo de la escena gay en otros países, otros lugares de encuentro menos formales existen en parques, baños públicos, centros comerciales y centros de duchas públicas. Ser gay es particularmente difícil en el campo; en China esto es especialmente severo, ya que la gran mayoría de las personas viven en el campo sin acceso a internet y sin posibilidad de mudarse a una ciudad. Los habitantes del campo no suelen hablar de homosexualidad, y cuando lo hacen, generalmente se considera una enfermedad.
Hasta hace poco, aquellos que participaban en actividades gais aún eran castigados por el sistema de justicia y perseguidos por la policía, y podían ser detenidos y arrestados. En octubre de 1999, un tribunal de Pekín dictaminó que la homosexualidad era "anormal e inaceptable para el público chino". Otro caso notable ocurrió en julio de 2001, cuando al menos 37 hombres que se comportaban de manera homosexual fueron detenidos en Cantón. A finales de abril de 2004, la Administración Estatal de Radio, Cine y Televisión (国家广播电影电视总局) inició una campaña para eliminar la violencia y el contenido sexual de los medios. Los programas relacionados con temas o lenguaje homosexuales se consideraban contrarios al estilo de vida saludable en China. Tan recientemente como en abril de 2011, la policía allanó un bar gay en Shanghái y detuvo al menos a 60 de sus clientes durante la noche.
En 2004, y habiendo visto rápidos aumentos en la infección por VIH entre hombres gais y bisexuales en otros países asiáticos, los departamentos de salud a nivel provincial y municipal comenzaron investigaciones relacionadas con el VIH entre hombres que tienen sexo con hombres (HSH). En 1996, los fondos relacionados con el SIDA del gobierno eran de poco más de $500,000, pero para 2001 esta cifra alcanzó casi $10 millones anuales. La crisis de salud pública del SIDA sigue siendo una de las variables más influyentes para el surgimiento de grupos LGBT en todo el mundo. Sin embargo, este financiamiento se centró principalmente en grupos gais, por lo que otros grupos de minorías sexuales se han desarrollado más lentamente en comparación. En enero de 2006, el Consejo de Estado de la República Popular China emitió Regulaciones sobre la Prevención y Tratamiento del SIDA. El documento especificaba específicamente a los HSH como una población vulnerable a la infección por VIH y dirigía a los oficiales y organizaciones en cada nivel a incluir a los HSH en actividades de prevención del VIH. En abril de 2008, bajo la dirección del Centro Nacional para el VIH/SIDA, 61 ciudades en China iniciaron estudios basados en la comunidad de HSH y su riesgo potencial de infectarse con VIH. Concurrentemente con estos estudios, se iniciaron programas de prevención del VIH en esas mismas ciudades utilizando un modelo de intervención liderado por pares.
En junio de 2009, el primer festival del orgullo gay de China se celebró en Shanghái, seguido por un festival de cine de siete días que incluyó películas temáticas LGBT. El 25 de agosto de 2009, tras una represión policial en lugares de reunión gay en Cantón, alrededor de 100 hombres homosexuales protestaron públicamente en el Parque del Pueblo, un lugar popular para gais. Según Human Rights Watch, la protesta "ha sido considerada un hito" en la historia de los derechos LGBT en China.
Una campaña fotográfica en 2010 llamada "Smile4Gay", que presentó a ciudadanos chinos sosteniendo carteles en apoyo a las personas y los derechos LGBT, atrajo a más de 4,409 participantes dispuestos, una cifra que superó con creces la estimación inicial del fundador. Aunque la mayoría de los seguidores eran de personas en sus veintitantos, varios adolescentes, adultos de mediana edad e incluso ancianos mostraron su apoyo. Varios monjes budistas también posaron.
A principios de julio de 2011, Lu Liping, una famosa actriz, criticó la homosexualidad en una publicación en un microblog, calificándola de "conducta vergonzosa que es juzgada por Dios". Este incidente generó numerosos debates en los portales de internet chinos e incluso un informe en el canal de noticias CCTV (Televisión Central de China), en el que el reportero defendió a los homosexuales como miembros decentes de la sociedad que deberían tener los mismos privilegios que cualquier otra persona. El esposo de Lu, Sun Haiying, también hizo comentarios públicos en 2007 condenando la homosexualidad y la bisexualidad como "de naturaleza criminal" y equiparándolas a "aventuras de una noche, mantener amantes, intercambio de esposas y swinging". Esto atrajo la atención del columnista de China Daily, Raymond Zhou, quien, a su vez, recibió un correo electrónico de Shirley Phelps-Roper de la Iglesia Bautista de Westboro en respuesta a su artículo.
Al comparar la situación de los hombres homosexuales con la de las lesbianas, muchos chinos creen que las lesbianas son menos ofensivas para el público general en comparación con los hombres gais. Además, los hombres tienen más responsabilidad de continuar con el linaje familiar, por lo que los hombres gais pueden sentir una mayor presión que las mujeres. La liberalización y el cambio social están facilitando la vida de los ciudadanos atraídos por personas del mismo sexo hasta cierto punto, pero la política de hijo único mantiene una alta presión para casarse, y las lesbianas a menudo no pueden resistir tal demanda familiar y social, aunque el gobierno chino anunció en noviembre de 2013 que relajaría la política permitiendo a las familias tener dos hijos si uno de los padres es hijo único.
Dentro del movimiento LGBT en China, el movimiento gay ha sido dominante, mientras que otras minorías sexuales han sido históricamente relegadas. El 11 de diciembre de 2011, un grupo que se autodenominó "Pretty Fighters" emitió un manifiesto proclamando: "Somos lalas. Somos queer. Queremos hablar". Esta controversia comenzó cuando la organización Aibai (un importante grupo LGBT en China) afirmó que la homosexualidad es innata y que la teoría queer, que defiende la posibilidad de pluralidad en el deseo sexual, era perjudicial para el movimiento LGBT. Este debate eventualmente llevó a que el movimiento lésbico declarara su independencia del movimiento gay. El "debate de Pretty Fighter" fue un evento importante para el movimiento LGBT dentro de China porque destacó la falta de conciencia de género en China, marcó la independencia del movimiento lésbico y definió "queer lala" como inclusivo de otras costumbres sexuales, incluyendo a personas transgénero.
El 19 de diciembre de 2014, un hombre gay chino que usaba el seudónimo Xiao Zhen ganó una demanda presentada ante el Tribunal Popular del Distrito de Haidian en Pekín en mayo. Xiao Zhen acusó a una clínica de asesoramiento psiquiátrico llamada Xinyu Piaoxiang en la provincia de Chongqing de ofrecerle terapia de "conversión" para "curar" la homosexualidad mediante hipnosis y electrochoques. En febrero de 2014, Xiao Zhen había aceptado voluntariamente la terapia tras ser presionado por sus padres para casarse y tener hijos. Tras completar la terapia, Xiao Zhen decidió demandar a la clínica por causar daños físicos, emocionales y mentales a través de electrochoques e hipnosis. "La clínica sigue ofreciendo curar a las personas homosexuales, y no son solo ellos. Hay muchas clínicas y hospitales mentales que ofrecen este tipo de terapia en todo el país". El Tribunal Popular del Distrito de Haidian ordenó a la clínica Xinyu Piaoxiang pagar una compensación de 3,500 yuanes ($560) a Xiao Zhen por los costos incurridos en la terapia. También se le pidió a la clínica que se disculpara y detuviera la "promoción espuria" de la "terapia homosexual".
Este fue el primer fallo oficial chino que estableció que la homosexualidad no era una enfermedad y no requería tratamiento. El veredicto fue descrito como "un momento histórico" por Geng Le, fundador de la aplicación de foro gay Blued. "Esta es la primera descripción clara y positiva de la homosexualidad en el ámbito legal... El veredicto ayudará a los defensores de los derechos gais a instar a las clínicas a detener dichos tratamientos y persuadir a los padres a no presionar a sus hijos homosexuales para que se sometan a terapia", dijo.
La censura estatal de la libertad de expresión en la representación de relaciones LGBT sigue siendo un problema. En 2015, el cineasta Fan Popo demandó a los censores gubernamentales por retirar su documental gay Mama Rainbow de sitios en línea. La demanda concluyó en diciembre de 2015 con un fallo del Tribunal Popular Intermedio No.1 de Pekín que determinó que la Administración Estatal de Prensa, Publicación, Radio, Cine y Televisión (SAPPRFT) no había solicitado que los sitios de alojamiento retiraran el documental. A pesar de este fallo, que Fan consideró una victoria porque limitaba efectivamente la intervención estatal, "la película aún no está disponible para verse en línea en sitios chinos".
En el mismo año, se inauguró el ShanghaiPRIDE Film Festival. Fue fundado por Matthew Baren, un cineasta basado en Shanghái, y Alvin Li, un voluntario LGBT que vive en EE. UU. y China.
El 31 de diciembre de 2015, la Asociación de la Industria de Producción de Dramas Televisivos de China publicó nuevas directrices que incluían una prohibición de mostrar relaciones queer en televisión. Las regulaciones establecían: "Ningún drama televisivo deberá mostrar relaciones y comportamientos sexuales anormales, como incesto, relaciones entre personas del mismo sexo, perversión sexual, agresión sexual, abuso sexual, violencia sexual, etc.". Estas nuevas regulaciones comenzaron a afectar a los dramas web, que históricamente han tenido menos restricciones:
"Los dramas web chinos comúnmente se consideran como disfrutando de una censura más laxa en comparación con el contenido en televisión y la pantalla grande. A menudo presentan más contenido sexual, violento y otro que es considerado por los emisores tradicionales como perteneciente al área de no-no".
En febrero de 2016, la popular serie web gay china Addicted (Heroin) fue prohibida de transmitirse en línea 12 episodios en una temporada de 15 episodios. Los creadores de la serie subieron los episodios restantes a YouTube, y la producción de una segunda temporada planificada permanece en duda.
A principios de 2017, se anunció que un nuevo festival de cine LGBT liderado por la comunidad, sin fines de lucro, el Shanghai Queer Film Festival, se inauguraría en septiembre del mismo año, para proporcionar una plataforma para cineastas chinos y de otros países asiáticos, y una mayor interacción con la audiencia. La directora del festival es Ting Ting Shi.
El 1 de julio de 2017, la Liga Juvenil Comunista de China (Comité Provincial de Fujian) publicó en su cuenta de Weibo una condena de las directrices actualizadas de transmisión de la Asociación de Servicios de Programas Audiovisuales de Red de China, que colocaba la homosexualidad bajo la categoría de "comportamiento sexual anormal".

### Matrimonio entre personas del mismo sexo en China
Durante la evaluación de la enmienda de la ley de matrimonio en China continental en 2003, hubo la primera discusión sobre el matrimonio entre personas del mismo sexo. Aunque este tema fue rechazado, fue la primera vez que se discutió un asunto de derechos gais en China. Sin embargo, poco antes de que entrara en vigor la nueva ley de matrimonio, un funcionario declaró en una conferencia de prensa que el matrimonio entre personas del mismo sexo seguía prohibido en China, el 19 de agosto de 2003.
Li Yinhe (李銀河), una socióloga y sexóloga muy conocida en la comunidad gay china, ha intentado legalizar el matrimonio entre personas del mismo sexo varias veces, incluyendo durante el Congreso Nacional del Pueblo en 2000 y 2004 (Legalización del matrimonio entre personas del mismo sexo en China, 《中国同性婚姻合法化》 en 2000 y la Propuesta de matrimonio entre personas del mismo sexo en China, 《中国同性婚姻提案》 en 2004). Según la ley china, se necesitan las firmas de 35 delegados para convertir un tema en un proyecto de ley para ser discutido en el Congreso. Sus esfuerzos fracasaron debido a la falta de apoyo de los delegados. Muchos académicos, así como personas gais y lesbianas, creen que será difícil aprobar una ley de este tipo en China en un futuro cercano.
Durante el Congreso Nacional del Pueblo de 2006 y nuevamente en 2007, Li propuso el proyecto de ley de matrimonio entre personas del mismo sexo otra vez. Algunos sitios web gais pidieron a sus miembros que firmaran peticiones en apoyo de este proyecto. Este proyecto fue desestimado en ambas ocasiones.
En julio de 2015, muchos usuarios gais de Sina Weibo utilizaron el servicio de microblogging para discutir el fallo Obergefell v. Hodges en EE. UU., temas como salir del armario ante los padres, y artículos en el Diario del Pueblo sobre hombres gais.
El 5 de enero de 2016, un tribunal en Changsha, provincia de Hunan, aceptó escuchar la demanda de Sun Wenlin, de 26 años, presentada en diciembre de 2015 contra la oficina de asuntos civiles del distrito de Furong por su negativa en junio de 2015 a registrar su matrimonio con su pareja masculina de 36 años, Hu Mingliang. El 13 de abril de 2016, con cientos de partidarios del matrimonio gay afuera, el tribunal de Changsha falló en contra de Sun, quien prometió apelar, citando la importancia de su caso para el progreso LGBT en China. El 17 de mayo de 2016, Sun y Hu se casaron en una ceremonia privada en Changsha, expresando su intención de organizar otras 99 bodas LGBT en todo el país para normalizar el matrimonio gay en China.

## Censura sobre contenido relacionado con LGBTQ
La censura contra el contenido relacionado con LGBTQ ha sido un problema frecuentemente mencionado entre las comunidades LGBTQ basadas en las principales ciudades de China continental. En el verano de 2021, muchas cuentas públicas de WeChat que promovían los derechos LGBTQ, gestionadas por estudiantes universitarios, fueron cerradas y eliminadas sin previo aviso. La represión masiva de cuentas LGBTQ en las redes sociales ha sido un evento importante para las comunidades LGBTQ chinas en 2021.

## Lectura adicional
- Ho, Loretta Wing Wah. Gay and Lesbian Subculture in Urban China (en inglés). Routledge.
- Teng, Jingru. «Lesbian Spaces in Beijing» (en inglés). 4th International Conference of the International Forum on Urbanism.

- Datos: Q6457851
- Multimedia: LGBT history in China / Q6457851